# Marron Glacé
Marron Glacé é uma telenovela brasileira produzida e exibida pela TV Globo de 6 de agosto de 1979 a 29 de fevereiro de 1980, em 181 capítulos. Substituindo Feijão Maravilha e sendo substituída por Chega Mais, foi a 24ª "novela das sete" exibida pela emissora.
Escrita por Cassiano Gabus Mendes e dirigida por Gonzaga Blota, Walter Campos, Sérgio Mattar e Gracindo Júnior. Teve Paulo Figueiredo, Sura Berditchevsky, Ana Lúcia Torre, Armando Bógus, Louise Cardoso, Laerte Morrone, Nestor de Montemar, Jorge Botelho, Mila Moreira, Maria Alves, João Carlos Barroso, Heloísa Millet, Denise Dumont, Ricardo Blat, Myrian Rios, Tereza Rachel, Lima Duarte e Yara Cortes  nos papéis principais.

## Enredo
Com um tom de comédia, a novela, ambientada no Rio de Janeiro, mostra o cotidiano do Bufê Marron Glacé e a disputa por sua propriedade. Clotilde (Yara Cortes), conhecida como Madame Clô, é a proprietária do buffet. Mulher simples, de origem humilde, assumiu o buffet depois da morte do marido. Forte e batalhadora, Clô vive aspirando ao melhor para as filhas e trata com compreensão e amizade os seus empregados.
Suas filhas são Vanessa (Sura Berditchevsky) e Vânia (Louise Cardoso). Vanessa, a mais velha, é pedante, implicante e agressiva com todos à sua volta. Sente-se culpada pela morte do pai num acidente, quando guiava o carro; já Vânia, a mais nova, é alegre e expansiva, mais parecida com a mãe. Gosta de conversar com as pessoas que trabalham no buffet. Ambas têm como confidente a solícita Filó (Chica Xavier), cozinheira que passou a governanta da família, a qual acompanha há muito tempo.
A trama principal se desenvolve com a chegada do garçom paulistano Otávio (Paulo Figueiredo) ao buffet depois da morte de sua mãe. Otávio é um rapaz bonito e determinado que tem por objetivo tomar posse da propriedade de Clô, que acredita ser de sua família. Procurando redimir a memória do pai, que ficou na miséria depois de ter sido roubado por um amigo, Otávio, aos poucos, torna-se homem de confiança da empresária e acaba se apaixonando por Vanessa.
As tramas paralelas referem-se às histórias pessoais dos empregados que compõem a equipe do Marron Glacé. Oscar (Lima Duarte), um dos empregados mais antigos de Clô, é um homem generoso e divertido, que sempre se disponibiliza a ajudar os outros. Solitário, mora com duas senhoras, Beatriz (Ema D'Ávila), conhecida como Beá, e Angelina (Dirce Migliaccio), amigas de longa data que vivem colocando o garçom em situações engraçadas. Oscar fica balançado com Lola (Tereza Rachel), dançarina de cabaré, com quem acaba se relacionando, e a ajuda a encontrar um novo rumo na vida. 
Os outros garçons do buffet são Nestor (Armando Bogus), Luís César (João Carlos Barroso) e Juliano (Ricardo Blat). Nestor é um solteirão de meia-idade que, alegre e brincalhão, quer casar de qualquer maneira sua irmã, Zina (Nair Cristina), moça tímida e triste que trabalha numa loja e se sente um "Patinho Feio" por não encontrar, por conta própria, um namorado. Além disso, Nestor é apaixonado por Érica (Mila Moreira), jovem e atraente secretária de Clô, que cuida do buffet e atende aos fregueses. Luís César é um rapaz paquerador que, nas horas vagas, gosta de trabalhar como operador de som porque acredita que este é o seu futuro. Divide apartamento com Otávio e se passa por moço abastado, para namorar meninas ricas como Andreia (Denise Dumont), sobrinha de Clô. O que não sabe é que Zina é apaixonada por ele. E Juliano, jovem casado e ciumento que detesta o jeito provocante da sua esposa, a faceira Shirley (Myrian Rios), com quem tem um filho pequeno. Shirley, por sua vez, é amiga de Zina, a quem dá conselhos para conquistar Luís César.
Além deles, o buffet tem ainda o maître Valdomiro (Laerte Morrone), homem duro e intransigente com os garçons e que adora bajular Clô, apesar de a empresária não lhe dar tanta atenção. Valdomiro conhece Lizete (Eliana Araújo), uma enfermeira, e se apaixona por ela. Perseguindo-a para reconquistá-lo está Dayse (Maria Alves), conhecida como Bizuca, patroa de Zina na loja, uma mulher escandalosa e debochada que fora sua primeira namorada e ainda é apaixonada por ele. Há também o chef de cozinha Pierre Lafond (Nestor de Montemar), muito simpático mas convencido profissionalmente e, por isso, tenciona passar a imagem de um exímio cozinheiro francês, escondendo até seu verdadeiro nome, Joaquim. Vive brigando com Valdomiro por este saber da sua origem humilde e é muito amigo dos garçons do buffet.
Há ainda o núcleo de Eleonora, (Lady Francisco), irmã de Clô. Elegante e cordial, Eleonora é casada com Ernani (Ary Fontoura), industrial sério, distinto e, no íntimo, muito fogoso. A esposa vive fazendo-lhe pirraças, por não concordar com a maneira controladora com a qual ele educa a filha do casal, Andreia, chegando até a anotar o nome dos rapazes com os quais ela sai. Andreia, por sua vez, é uma moça descontraída que, por prezar tanto a liberdade, gosta de se divertir sem qualquer compromisso sério com os rapazes com quem se relaciona.
Outro núcleo é o de Fábio Carlos (Jorge Botelho), jovem cirurgião plástico que, inteligente e sedutor, vive dominado pela mãe, a arrogante Leila (Rosita Thomaz Lopes), que não consente no namoro do rapaz com Vanessa pela mãe dela, Clô, ter sido pobre. Cícero (Roberto Faissal), por sua vez, é um médico íntegro e indulgente, que acha que o filho deveria tocar sua vida sem interferência dos pais e suporta, com resignação, as histerias da esposa. Leila vive em companhia da fina e sofisticada socialite Arlene.
Trabalham como empregados da família de Fábio Carlos o motorista Dirceu (Carlos Wilson, que vive paquerando Bizuca, apesar de ter um relacionamento conturbado com a batalhadora enfermeira Lizete, que, em dado momento da trama, se envolve com Valdomiro; e o fofoqueiro mordomo Nicolas (Angelito Mello), fiel escudeiro da patroa, Leila.
Em dado momento da trama, chega Eliézer (Mário Gomes), irmão mais novo de Stela. Bonito e galanteador, Eliézer compreende a real situação financeira deixada pela sua família e, para o desgosto da irmã, aceita trabalhar como garçom no Marron Glacé a convite de Oscar. Lá, desperta a atenção de Vânia, com quem engata um romance.
No último capítulo, Otávio conta para a dona do buffet que era filho do homem que o marido dela arruinou. Ao perceber que ela não sabia das armações que prejudicaram seu pai, ele descobre que de nada adiantou a sua tentativa de vingança. Abandonando o noivo, Fábio Carlos, no altar, Vanessa termina a história indo para São Paulo com o seu verdadeiro amor, Otávio.

## Elenco
| Interprete          | Personagem                                   |
| ------------------- | -------------------------------------------- |
| Paulo Figueiredo    | Otávio / Jorge Armando de Paula (Armandinho) |
| Sura Berditchevsky  | Vanessa                                      |
| Yara Cortes         | Clotilde (Madame Clô)                        |
| Lima Duarte         | Oscar                                        |
| Tereza Rachel       | Lola                                         |
| Armando Bógus       | Nestor                                       |
| Laerte Morrone      | Valdomiro                                    |
| Louise Cardoso      | Vânia                                        |
| Ricardo Blat        | Juliano                                      |
| Myrian Rios         | Shirley                                      |
| João Carlos Barroso | Luís César                                   |
| Denise Dumont       | Andreia                                      |
| Ema D'Ávila         | Dona Beatriz (Dona Beá)                      |
| Dirce Migliaccio    | Dona Angelina                                |
| Mila Moreira        | Érica                                        |
| Ary Fontoura        | Ernani                                       |
| Lady Francisco      | Eleonora                                     |
| Ana Lúcia Torre     | Teresa                                       |
| Maria Alves         | Dayse (Bizuca)                               |
| Nestor de Montemar  | Pierre Lafond / Joaquim                      |
| Jorge Botelho       | Fábio Carlos                                 |
| Cristina Pacheco    | Zina                                         |
| Rosita Thomaz Lopes | Leila                                        |
| Roberto Faissal     | Cícero                                       |
| Mário Gomes         | Eliézer                                      |
| Chica Xavier        | Filomena (Filó)                              |
| Angelito Mello      | Nicolas                                      |
| Isolda Cresta       | Arlene                                       |
| Carlos Wilson       | Dirceu                                       |
| Eliana Araújo       | Lizete                                       |

### Participações
| Interprete         | Personagem                                                         |
| ------------------ | ------------------------------------------------------------------ |
| Arthur Costa Filho | Padre que celebra o casamento fracassado de Vanessa e Fábio Carlos |
| Carmem Figueira    | Nívea (amiga de Stela)                                             |
| Clodovil Hernandez | Ele mesmo                                                          |
| Dary Reis          | Ramiro (falecido marido de Clô, pai de Vanessa e Vânia)            |
| Eloísa Mafalda     | Marta (mãe de Otávio)                                              |
| Heloísa Millet     | Rita (colega de trabalho de Zina)                                  |
| Ronaldo Resedá     | Ele mesmo                                                          |
| Thelma Elita       | Grace (amiga de Madame Clô e Eleonora)                             |
| Vanusa             | Estelinha (amiga de Lola que finge ser namorada de Otávio)         |
| Waldir Onofre      | Natan (primo de Bizuca)                                            |

Yara Cortes Madame Clô
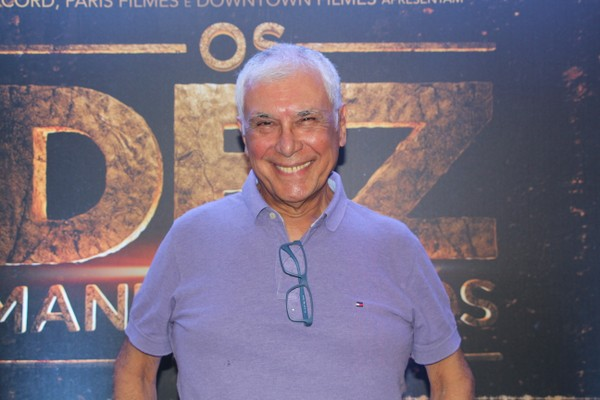
Paulo Figueiredo Otávio
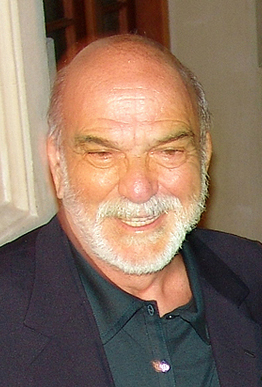
Lima Duarte 'Oscar
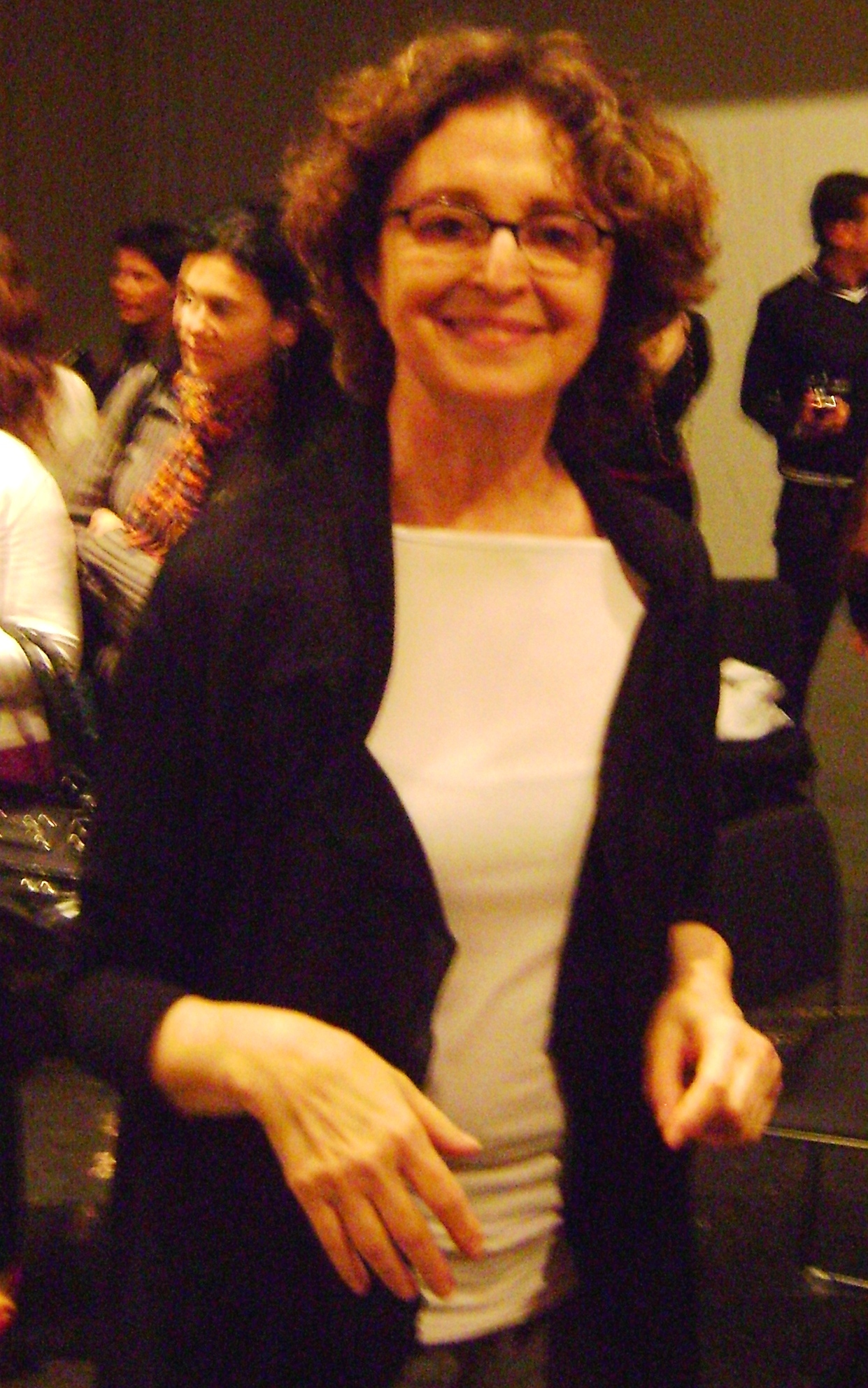
Ana Lúcia Torre Stela
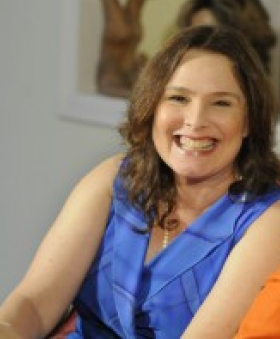
Louise Cardoso Vânia
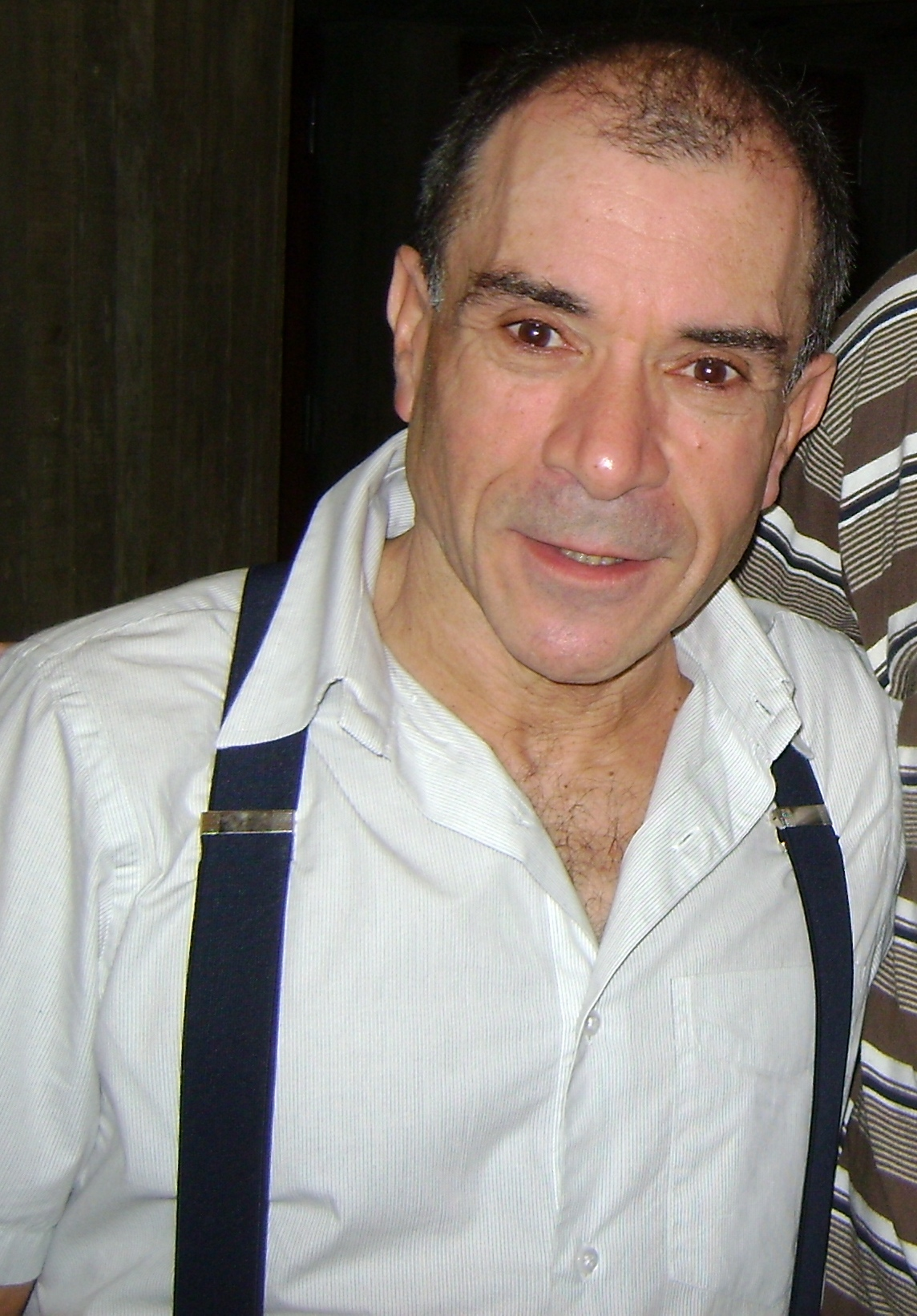
Ricardo Blat Juliano
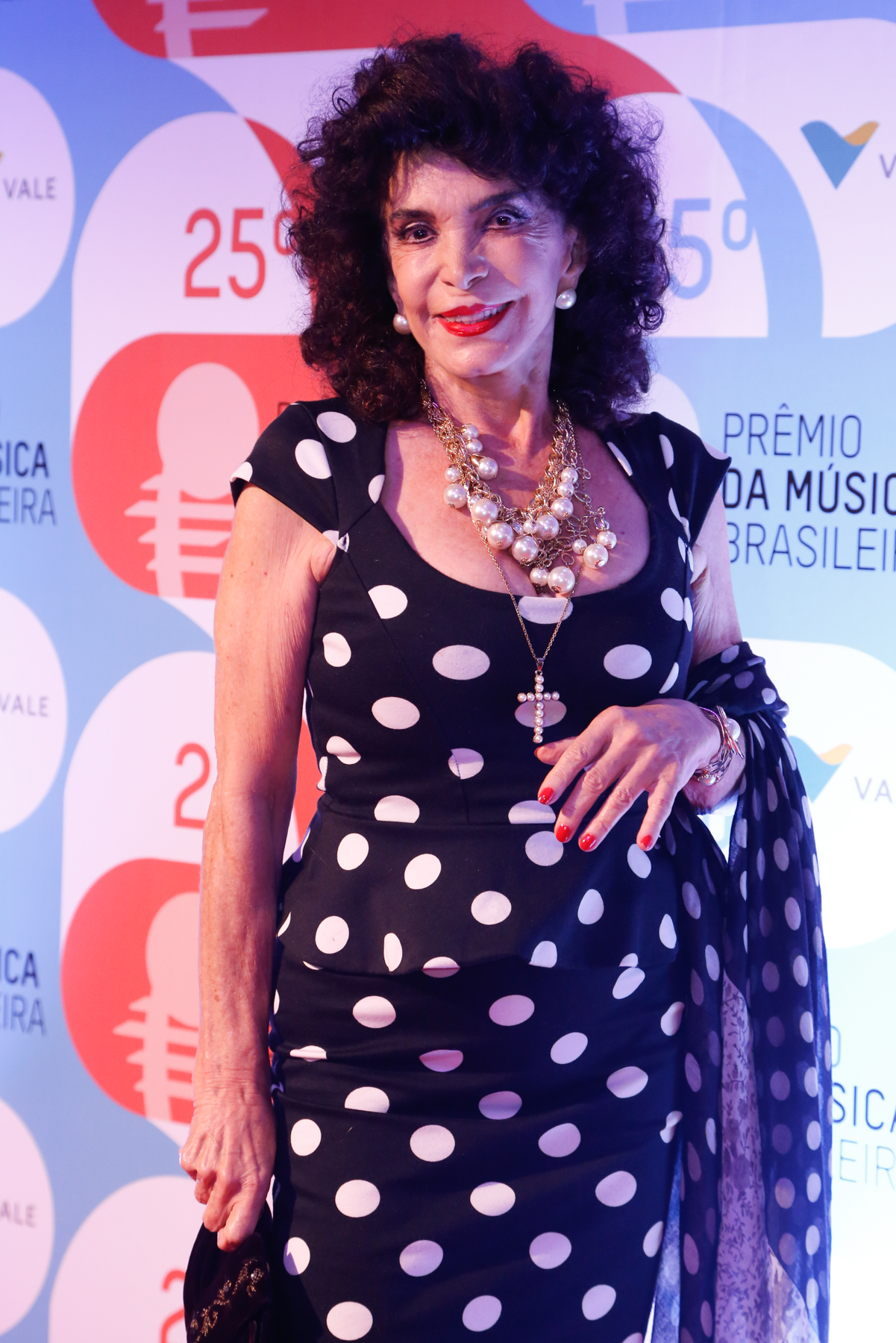
Lady Francisco Eleonora

## Exibição
Foi reprisada no Vale a Pena Ver de Novo de 22 de março a 6 de agosto de 1982, substituindo Cabocla e sendo substituída por As Três Marias, em 100 capítulos.
Está sendo reexibida no Viva Fast, a versão online e gratuita do canal por assinatura, desde o dia 29 de julho de 2024, substituindo Dancin' Days. Foi também a última telenovela do Viva 70 Fast, já que no dia 16 de dezembro de 2024, foi iniciado o processo de fusão com o Viva 80 Fast, sendo concluído no dia 26 e a trama sendo mantida na grade do canal normalmente, agora assinando como Viva Fast.

### Outras Mídias
Em 12 de fevereiro de 2024, foi disponibilizada na íntegra pelo Globoplay, através do Projeto Resgate.

## Bastidores
Para dar vida ao bufê Marron Glacé, Mário Barrielo criou os cenários que fazem parte da casa, com a construção de uma cozinha, salas e quartos, todos reais e fixos, o que reduziu o tempo de montagem e troca constante, comum quando se grava em estúdio.
A figurinista Maria Lúcia Areal recorreu à moda do final dos anos 1970 para vestir os personagens de Cassiano Gabus Mendes. As camisetas listradas e camisas lisas, hits da estação, faziam sucesso na figura do bem-sucedido cirurgião plástico Fábio Carlos (Jorge Botelho). Já a secretária Érica, interpretada por Mila Moreira – representante dos tempos áureos dos desfiles da tecelagem Rhodia, da qual foi manequim exclusiva por 11 anos –, esbanjava classe com blusas e chemises de seda pura e túnicas de malha.
Marron Glacé foi a primeira novela de Mila Moreira. Lima Duarte e Armando Bógus fizeram um curso básico de garçom para interpretar seus personagens. As cenas ambientadas no bufê Marron Glacé eram gravadas numa casa alugada na Estrada das Canoas, no Rio de Janeiro. Esta foi a solução que o diretor Gracindo Jr. encontrou para driblar a falta de estúdio disponível na emissora naquela época. Com isso, Marron Glacê estreou com cerca de 30 capítulos já prontos, o que não era comum.
O estilista Clodovil Hernandes fez uma participação especial na novela como ele mesmo. Ele era amigo de Érica, personagem de Mila Moreira.

### Adaptação chilena
Em 1993, o Canal 13 do Chile (então parceira local da TV Globo) fez uma adaptação local de Marron Glacé, protagonizada por Gloria Münchmeyer, Carolina Arregui, Fernando Kliche e Katty Kowaleczko. Foi a primeira novela chilena a ser produzida em sonido estereofônico. Devido ao seu sucesso, recebeu uma segunda parte titulada Marrón Glacé, el regreso (Marron Glacé, o retorno) em 1996, a qual não foi tão exitosa como a primeira parte.

## Trilha sonora

### Nacional
Capa: torso de um garçom
| N.º | Título                            | Música                         | Personagem              | Duração |  |
| 1.  | "Foi Para o Seu Bem"              | Tim Maia                       | Vanessa                 |         |  |
| 2.  | "Helena"                          | Byafra                         | Madame Clô              |         |  |
| 3.  | "Grilo na Cuca"                   | Dudu França                    | Luís César              |         |  |
| 4.  | "Coisinha Estúpida"               | Jane e Herondy                 | Luis César e Andreia    |         |  |
| 5.  | "Coisas do Amor"                  | Elizângela                     | Zina                    |         |  |
| 6.  | "Marron Glacé"                    | Ronaldo Resedá                 | Abertura                |         |  |
| 7.  | "Chove Lá Fora"                   | Tito Madi e Freddy Cole        | Oscar                   |         |  |
| 8.  | "Dança Louca"                     | Lady Zu                        | Locação: Rio de Janeiro |         |  |
| 9.  | "Brigas"                          | Ângela Maria e Agnaldo Timóteo | Oscar e Lola            |         |  |
| 10. | "Serenatas Perfumadas com Jasmim" | Guilherme Lamounier            | Vânia                   |         |  |
| 11. | "Casinha Branca"                  | Gilson                         | Otávio                  |         |  |
| 12. | "Help!"                           | Caetano Veloso                 | Stela                   |         |  |
| 13. | "Chuva de Verão"                  | Hermes Aquino                  | Geral                   |         |  |

### Internacional
Capa: borboleta
| N.º | Título                         | Música           | Personagem              | Duração |  |
| 1.  | "Reunited"                     | Peaches & Herb   | Valdomiro e Bizuca      |         |  |
| 2.  | "Haven't Stopped Dancin' Yet"  | Martinez         | Geral                   |         |  |
| 3.  | "Lotta Love"                   | Nicolette Larson | Vânia                   |         |  |
| 4.  | "Another Cha Cha"              | Santa Esmeralda  | Eleonora e Ernani       |         |  |
| 5.  | "Sadness"                      | King Pacha       | Otávio                  |         |  |
| 6.  | "I'm a Dancer"                 | Dennis Parker    | Locação: Rio de Janeiro |         |  |
| 7.  | "I Can Still Remember"         | Samantha Sang    | Zina e Luís César       |         |  |
| 8.  | "It's a Sad Affair"            | Peter Frampton   | Érica                   |         |  |
| 9.  | "Straight From The Heart"      | Tavares          | Geral                   |         |  |
| 10. | "Summer Love"                  | Udo Jürgens      | Vanessa e Fábio Carlos  |         |  |
| 11. | "Let's Fly Away"               | Voyage           | Leila                   |         |  |
| 12. | "Love Don't Live Here Anymore" | Rose Royce       | Juliano e Shirley       |         |  |
| 13. | "Just Walk In My Shoes"        | Charisma         | Geral                   |         |  |
| 14. | "We Got Love"                  | Sunny            | Nestor e Érica          |         |  |